# Allobaccha sapphirina
Allobaccha sapphirina är en tvåvingeart som först beskrevs av Christian Rudolph Wilhelm Wiedemann 1830.  Allobaccha sapphirina ingår i släktet Allobaccha och familjen blomflugor. Inga underarter finns listade i Catalogue of Life.